# Кадастр Хідейосі
Кадастр Хідейосі (яп. 太閤検地, たいこうけんち, тайко кенті, «земельний кадастр Тайко») — сукупність земельних кадастрів, що були складені у 1582—1598 роках адміністраторами Тойотомі Хідейосі в ході опису усіх японських земель.

## Короткі відомості
Складання всеяпонського кадастру було необхідним кроком на шляху економічної уніфікації країни. Перші кадастри були упорядковані 1582 року в володіннях Тойотомі Хідейосі в Центральній Японії.
Опис відбувався за єдиною системою величин по всій Японії. Основною одиницею вимірювання земельної ділянки був 1 бу (歩). Він дорівнював квадрату зі стороною 6 сяку і (尺) 3 сун (寸), близько 3,3 м². 300 бу становили 1 тан (反), близько 991,73 м².
Також встановлювалася 4-рівненва система оцінки продуктивності ділянок: добрі (上), середні (中), погані (下), дуже погані (下々). Цей рівень визначався за об'ємом урожаю рису, який можна було зібрати з тої чи іншої ділянки. Його вимирівали у коку (石). 1 коку дорівнював 180,39 л.
Уся земля, що оброблялася, записувалася в кадастр за тим, хто її обробляє. Ці особи автоматично ставали селянами і зобов'язувалися сплачувати данину рисом, відповідно до рівня земельної ділянки, якою володіли. Решта землі переходила до державного фонду.
Самурайське, аристократичне та монастирське землеволодіння касувалися. Колишні землевласники ставали підлеглими Хідейосі і отримували від нього платню у вигляді частини доходу з певної земельної ділянки. Оскільки підлеглі не мали права володіти цими ділянками, держава, в особі Хідейосі, в будь-який момент могла позбавити їх доходу. Відірвана від землі самурайська знать та духовенство перетворювалася на адміністраторів, які працювали за зарплату.
Новий кадастр ліквідував середньовічну систему приватних маєтків сьоенів, заклавши основу нової системи володіння, що проіснувала в Японії до середини 19 століття.